# Distrito de Sümeg
El distrito de Sümeg (húngaro: Sümegi járás) es un distrito húngaro perteneciente al condado de Veszprém.
En 2013 su población era de 15 390 habitantes. Su capital es Sümeg.

## Municipios
El distrito tiene una ciudad (en negrita) y 20 pueblos.
Ciudad
- Sümeg

Pueblos
- Bazsi
- Bodorfa
- Csabrendek
- Dabronc
- Gógánfa
- Gyepükaján
- Hetyefő
- Hosztót
- Káptalanfa
- Megyer
- Nemeshany
- Rigács
- Sümegprága
- Szentimrefalva
- Ukk
- Veszprémgalsa
- Zalaerdőd
- Zalagyömörő
- Zalameggyes
- Zalaszegvár